# Plantation dans le Connacht
Le projet de plantation dans le Connacht mis en place par Thomas Wentworth (1593-1641), Lord Deputy d'Irlande depuis 1632 et proche du roi, fut le plus controversé et le plus dramatique des mouvements de plantations en Irlande. Il entraîna une forte émigration irlandaise en Angleterre et aux Antilles anglaises, en particulier à la Barbade.

## Histoire
Ce projet avait été évoqué trente ans plus tôt, mais différé pour des raisons juridiques. Il fit l’unanimité contre lui une fois exécuté: vieux et nouveaux Anglais, puritains d’Ulster, d'autant plus que son exécuteur Thomas Wentworth (1593-1641) se réserva un quart des bénéfices. En « jouant sur les antagonismes entre vieux anglais catholiques, colons anglais protestants, et nouveaux venus écossais, Thomas Wentworth manipula le parlement irlandais à Dublin et fit voter des subsides généreux à Charles Ier d'Angleterre », a décrit l'historienne anglaise Elizabeth Tuttle, dans Les îles britanniques à l'âge moderne: 1485-1783. Il parvint ainsi à confisquer aux catholiques, au nom de la couronne, un tiers des terres de la province occidentales du Connacht.
Les précédentes plantations en Irlande avaient attisé les conflits violents entre catholiques et protestants venus d'Écosse sur le sol d'Irlande. La décision de lancer les plantations dans le Connacht a contribué à déclencher en 1639 les guerres des évêques en Écosse, qui conduisent à l'exécution de Thomas Wentworth (1593-1641) par le parlement britannique et à la guerre des trois royaumes en Angleterre et en Irlande.
La mission de Thomas Wentworth (1593-1641) était d'accroitre les revenus de Charles Ier d'Angleterre, ce qui signifiait plus de plantations pour accroitre les profits. Mais l'opération visait aussi à casser le pouvoir politique de la noblesse irlandaise. Il avait prévu que tout propriétaire catholique devait perdre entre un quart et la moitié de ses terres. Les juristes locaux étaient réservés sur l'application d'une telle colonisation. Un groupe de propriétaires terriens du Connacht se plaignit au roi Charles Ier d'Angleterre, mais Thomas Wentworth (1593-1641) les fit emprisonner, sachant que le roi Charles Ier d'Angleterre avait besoin de l'argent de l'opération.
Les implantations se firent dans un premier temps dans les comtés de Sligo et Roscommon. Ensuite, Thomas Wentworth (1593-1641) fit surveiller les principales familles catholiques du Leinster, y compris la très influente dynastie Butler, dans le but d'y planifier la même politique. Mais ses plans furent interrompus par le déclenchement des guerres des évêques en Écosse.
Le comté de Galway fut d'abord exclu de cette politique, pour éviter l'opposition de Clanrickarde. Puis il fut sur la liste. L'un des trois négociateurs envoyés à Londres par les nobles irlandais de la région de Galway, Patrick Darcy, y resta pour négocier les modalités du relèvement prévu des impôts irlandais à 11 000 sterling par an. L'estimation du montant à payer fut bientôt relevée à 20 000 sterling par an.
Dans une lettre à son ami et allié l'évêque de Londres William Laud (1573-1645), Wentworth reconnut avoir effectué au cours de la même période d'importants achats de terres irlandaises pour son propre compte, qui lui rapportait plusieurs milliers de sterling par an. Environ un quart des bénéfices de l'opération lui serait revenu, le roi empochant les cinq huitièmes, selon l'historien Brendan Fitzpatrick. Ce dernier a observé que ces plantations ont, de fait, banni des milliers d'irlandais de leurs terres, les amenant à s'exiler en Angleterre ou aux Antilles, forgeant l'histoire de Montserrat et surtout l'histoire de la Barbade, dominée par les Irlandais de la Barbade.
Les Irlandais de cette région partent dans les deux îles les plus orientales de la Caraïbe, les moins montagneuses et habitées par les Amérindiens. Selon l'historien David Watts, c'est à partir de 1630 puis à la Barbade, où leur nombre important aboutira à un décret interdisant leur arrivée en 1644. À la Barbade, les dons de terre au sud concernent l'installation de 64 personnes et sont suivis d'autres les trois années suivantes. La population de cette île est évaluée à plus de 4 000 personnes dès 1631 puis en 1636 à 6 000 Britanniques et enfin 23 980 en 1645, parmi lesquels une majorité de blancs et 5 680 esclaves, dont certains sont africains et d'autres amérindiens. Cela représente une densité démographique exceptionnelle pour l'époque, de 77 habitants par kilomètre carré, presque tous des hommes plutôt jeunes. L'île voisine de Saint Kitts, qui avait une population plus élevée en 1629, avec 3 000 habitants contre 700 à la Barbade, est dépassée assez rapidement. En 1636, quand la communauté française de Saint Kitts se met à recruter des esclaves noirs, la communauté anglaise de la même île continue à faire venir surtout des engagés britanniques. Lancée en 1624, la production de tabac atteint dix tonnes trois ans après, 15 en 1628 et supplante toutes les autres cultures en 1631, générant des pénuries alimentaires qui inquiètent jusqu'à Londres. En 1637, cette culture sera interdite dans la partie française de l'île. Entre 1637 et 1640, la production de tabac de chacune des deux îles est divisée par deux, alors qu'elle représentait respectivement 124 000 et 263 000 livres à la Barbade et à Saint Kitts. Le sucre est introduit depuis 1637 par un hollandais, Peter Blower. Dans les années 1650, près de 10 000 habitants de la Barbade émigrent ailleurs en Amérique, dont la majorité en Jamaïque. D'autres britanniques arrivent en 1655 après la Révolte de Penruddock.
Dans une pétition au roi de 1636, le gouverneur de Montserrat Anthony Brisket demande à Thomas Wentworth (1593-1641) de bénéficier de « contrats sur le tabac au même taux » que ceux du capitaine Thomas Warner, l'un des fondateurs de l'île.
À partir de 1638, Wentworth renforça l'armée irlandaise en préparation d'un conflit contre l'Écosse, faisant de « l'Irlande une poudrière », selon Elizabeth Tutlle. William Laud (1573-1645), mis en accusation par le Parlement en 1640, sera emprisonné à la tour de Londres l'année suivante. Condamné à mort pour trahison par le Parlement pendant la guerre civile anglaise, il sera décapité en 1645.
La province de Connacht comprend les comtés de Galway, Leitrim, Mayo, Roscommon et Sligo. Sa superficie est de 17 713,18 km2.